# Боб Тернер
Боб Тернер (англ. Bob Turner; 31 січня 1934, Реджайна — 7 лютого 2005) — канадський хокеїст, що грав на позиції захисника.

## Ігрова кар'єра
Професійну хокейну кар'єру розпочав 1955 року.
Протягом професійної клубної ігрової кар'єри, що тривала 10 років, захищав кольори команд «Монреаль Канадієнс» та «Чикаго Блек Гокс».

## Нагороди та досягнення
- Володар Кубка Стенлі в складі «Монреаль Канадієнс» — 1956, 1957, 1958, 1959, 1960.
- Учасник матчу усіх зірок НХЛ — 1956, 1957, 1958, 1959, 1960, 1961.

## Статистика
| Сезон        | Клуб                 | Ліга         | Регулярний сезон | Регулярний сезон | Регулярний сезон | Регулярний сезон | Регулярний сезон | Плей-оф | Плей-оф | Плей-оф | Плей-оф | Плей-оф |
| Сезон        | Клуб                 | Ліга         | І                | Г                | П                | О                | ШХ               | І       | Г       | П       | О       | ШХ      |
| ------------ | -------------------- | ------------ | ---------------- | ---------------- | ---------------- | ---------------- | ---------------- | ------- | ------- | ------- | ------- | ------- |
| 1955–1956    | «Монреаль Канадієнс» | НХЛ          | 33               | 1                | 4                | 5                | 35               |         |         |         |         |         |
| 1956–1957    | «Монреаль Канадієнс» | НХЛ          | 58               | 1                | 4                | 5                | 48               |         |         |         |         |         |
| 1957–1958    | «Монреаль Канадієнс» | НХЛ          | 66               | 0                | 3                | 3                | 30               |         |         |         |         |         |
| 1958–1959    | «Монреаль Канадієнс» | НХЛ          | 68               | 4                | 24               | 28               | 66               |         |         |         |         |         |
| 1959–1960    | «Монреаль Канадієнс» | НХЛ          | 54               | 0                | 9                | 9                | 40               |         |         |         |         |         |
| 1960–1961    | «Монреаль Канадієнс» | НХЛ          | 60               | 2                | 2                | 4                | 16               |         |         |         |         |         |
| 1961–1962    | «Чикаго Блек Гокс»   | НХЛ          | 69               | 8                | 2                | 10               | 52               |         |         |         |         |         |
| 1962–1963    | «Чикаго Блек Гокс»   | НХЛ          | 70               | 3                | 3                | 6                | 20               |         |         |         |         |         |
| Усього в НХЛ | Усього в НХЛ         | Усього в НХЛ | 478              | 19               | 51               | 70               | 307              |         |         |         |         |         |